# Docteur qui suis-je
 (octobre 2022).
Pour plus de détails, voir Fiche technique et Distribution.
Docteur qui suis-je (Doctor Who Am I) est un film documentaire britannique de 2022, réalisé et produit par Matthew Jacobs et Vanessa Yuille. Daphne Ashbrook, Nicholas Briggs, May Charters, Ken Deep et Cat Hyaesia joué dans le film,,,,.

## Distributions
- Daphne Ashbrook
- Nicholas Briggs
- May Charters
- Ken Deep
- Cat Hyaesia
- Matthew Jacobs
- Paul McGann
- Eliza Roberts
- Eric Roberts
- Paul Salamoff
- Philip David Segal
- Vanessa Yuille